# Щит Капитана Америки
Щит Капита́на Аме́рики (англ. Captain America’s shield) — вымышленный предмет из комиксов, которые издаёт компания Marvel Comics. Принадлежит Капитану Америки и является символом США.

## Описание и история

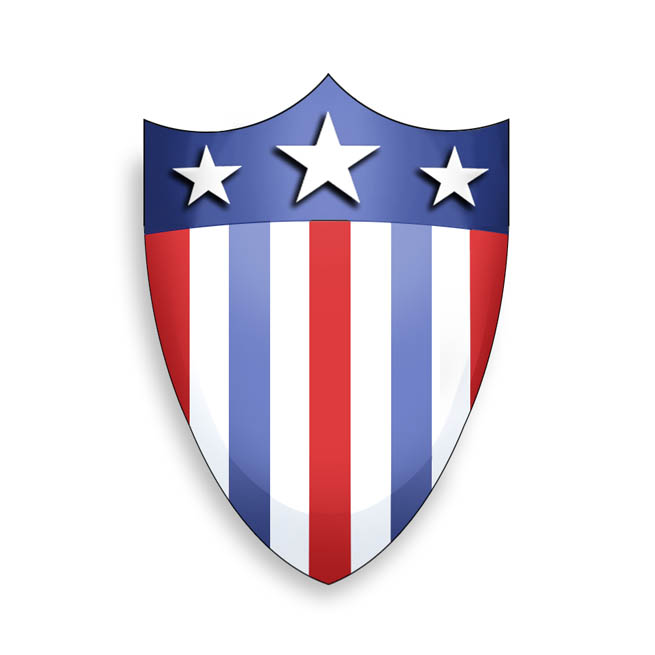
Изначально Щит Капитана Америки не был круглым

Оригинальный Щит Капитана Америки появился в выпуске Captain America Comics #1 (март 1941) вместе с самим супергероем. Однако изначально он не имел круглой формы. Во втором комиксе из этой серии он стал круглым, поскольку компания MLJ ранее выпускала Pep Comics, в котором был супергерой по прозвищу Щит. Оружие Капитана Америка было похоже на его дизайн, и поэтому Marvel изменила щит Кэпа. В контексте сюжета это может быть обосновано тем, что первый щит был уничтожен.
Щит Капитана Америки сделан из таких вымышленных металлов как вибраниум и адамантий.
В комиксах Venomverse Кэрол Дэнверс улучшила щит Кэпа.

## Вне комиксов
Щит Капитана Америки вместе с ним появляется в медиа, основанных на комиксах Marvel.

### Кинематографическая вселенная Marvel

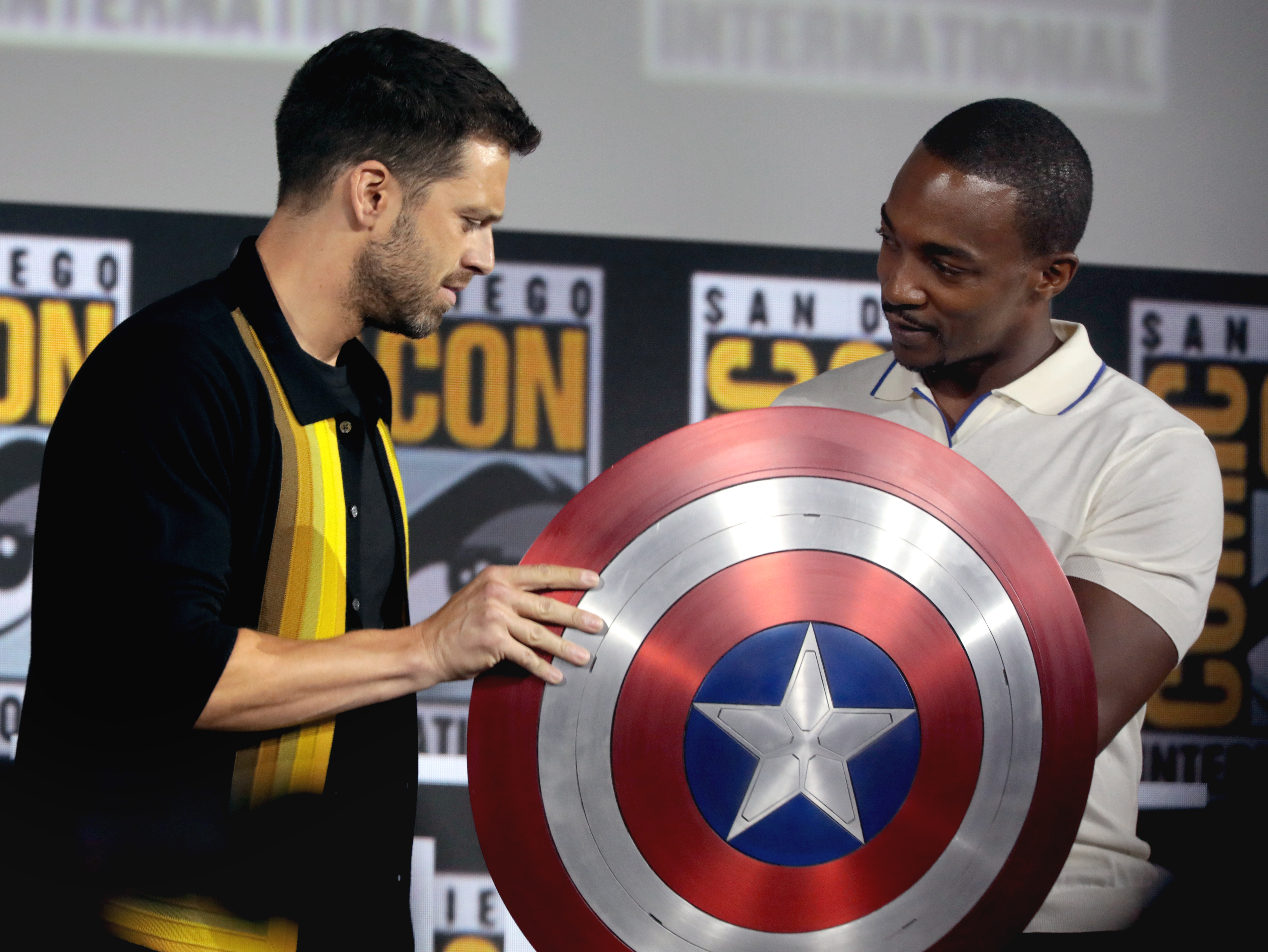
Себастиан Стэн, играющий Баки Барнса, и Энтони Маки, играющий Сэма Уилсона, с Щитом Капитана Америки из Кинематографической вселенной Marvel на San Diego Comic Con 2019

В Кинематографической вселенной Marvel (КВМ) Стив Роджерс также изначально имел щит некруглой формы, а уже затем получил щит из вибраниума (который, в отличие от комиксов, состоит только из него без адамантия). После отставки щит достался Джону Уокеру как новому Капитану Америки, но затем, когда тот лишился титула из-за убийства преступника, владельцем щита стал Сэм Уилсон, как изначально хотел Стив.
Первичный дизайн щита в фильме был переработан, когда президент Marvel Studios Кевин Файги посчитал, что он «выглядел мультяшным». При производстве было 4 щита для съёмок: металлический, стекловолоконный, резиновый и с компьютерной графикой.

## Критика и наследие
Многие журналисты отмечают, что Щит Капитана Америки является культовым. Брайан Колуччи также писал, что он является синонимом персонажа.
В июле 2020 года Крис Эванс, играющий Капитана Америку в КВМ, отправил в подарок модель щита 6-летнему мальчику, который получил травмы, защищая сестру от нападения собаки. Перед выходом сериала «Сокол и Зимний солдат» изображение щита проецировалось на Лондонском глазе и Сингапурском колесе обозрения. Студенты Массачусетского технологического института также отдали дань уважения предмету, покрыв «Большой купол» университета дизайном щита, получив одобрение от Криса Эванса в Твиттере. Epic Games включила Щит Капитана Америки в качестве игрового аксессуара в видеоигру Fortnite.
Модель щита также была представлена во время приведения к присяге члена совета республиканцев из Сан-Хосе (Калифорния), Лан Дьеп, с различными предположениями о том, что предмет был метафорой, символизирующей оппозицию президенту-республиканцу Дональду Трампу. Использование щита как символа американского национализма сторонниками Трампа во время штурма Капитолия в 2021 году вызвало критику со стороны Нила Кирби, сына Джека Кирби, который сказал, что щит символизирует «абсолютную противоположность Дональду Трампу».